# Amatori Hockey Lodi 1974
Questa voce raccoglie le informazioni riguardanti l'Amatori Hockey Lodi nelle competizioni ufficiali della stagione 1974.

## Maglie e sponsor
| 1ª divisa |

## Organigramma societario
- Presidente: Aurelio Gasparini

## Organico

Marino Severgnini

### Giocatori
| N° | Naz.              | Ruolo | Sportivo            |  |  |  |
| -- | ----------------- | ----- | ------------------- |  |  |  |
|    | Italia (bandiera) | P     | Oliviero Dalceri    |  |  |  |
|    | Italia (bandiera) | P     | Ghizzoni            |  |  |  |
|    | Italia (bandiera) | E     | Gualtiero Bortolini |  |  |  |
|    | Italia (bandiera) | E     | Mario Esposti       |  |  |  |
|    | Italia (bandiera) | E     | Sergio Franchi      |  |  |  |
|    | Italia (bandiera) | E     | Franco Mora         |  |  |  |
|    | Italia (bandiera) | E     | Marino Severgnini   |  |  |  |
|    | Italia (bandiera) | ?     | Gilardoni           |  |  |  |
|    | Italia (bandiera) | ?     | Moroni              |  |  |  |
|    | Italia (bandiera) | ?     | Salvatori           |  |  |  |